# Furnica electrică (povestire)
Furnica electrică (titlu original The Electric Ant) este o povestire science fiction scrisă de Philip K. Dick, publicată pentru prima dată în octombrie 1969 în revista Fantasy and Science Fiction.

## Intriga
Trezindu-se după prăbușirea unui vehicul zburător, Garson Poole constată că și-a pierdut o mână. Astfel, află că el este, de fapt, o 'furnică electrică' - un robot organic. Următoarea descoperire este aceea că lucrul pe care îl considera realitatea lui subiectivă îi este indusă de o casetă din cavitatea toracică. Convins că întreaga lui realitate este comprimată în acea casetă, îi aduce modificări, lucru care are efecte semnificative asupra realității. Schimbarea îi afectează pe toți cei cu care interacționează, ceea ce duce la întrebarea dacă vreunul dintre ei - sau chiar el - este cu adevărat "real".
Dick a spus despre această povestire:
"Din nou aceeași temă: cât din ceea ce numim 'realitate' este cu adevărat acolo și cât e în mintea noastră? Sfârșitul acestei povestiri m-a înspăimântat mereu... imaginea vântului care continuă să bată, sunetul deșertăciunii. Ca și cum personajul aude soarta finală a lumii înseși."
În 2010 Marvel Comics a adaptat "Furnica electrică" într-o ediție limitată. BD-ul a fost produs de scriitorul David Mack (Daredevil) și de artistul francez Pascal Alixe (Ultimate X-Men), cu o copertă realizată de artistul Paul Pope (THB).  Arhivat în 12 august 2012, la Wayback Machine.

## Traduceri în limba română
- 1996-martie - povestirea „Furnica electrică” în Anticipația CPSF #532, traducere Cristian Lăzărescu
- 2006 - Furnica electrică, Ed. Nemira, Colecția "Nautilus", traducere Ion Doru Brana, 400 pag., ISBN 978-973-569-868-3
- 2012 - Furnica electrică (cartonată), Ed. Nemira, Colecția "Nautilus", traducere Ion Doru Brana, 384 pag., ISBN 978-606-579-387-3

## Vezi și
- 1969 în științifico-fantastic